# Frankenthal (Sachsen)
Frankenthal (Sachsen) är en kommun och ort i Landkreis Bautzen i förbundslandet Sachsen i Tyskland. Kommunen har cirka 900 invånare.
Kommunen ingår i förvaltningsområdet Großharthau tillsammans med kommunen Großharthau.